# Список чинних чотиризіркових воєначальників збройних сил США
Список чинних чотиризіркових воєначальників ЗС США — список чинного вищого генералітету збройних сил Сполучених Штатів Америки, що має військове звання генерал або адмірал США за станом на 20 березня 2024 року.

## Зміст
За станом на початок 2024 року в Збройних силах США у відповідності до законодавства держави перебувало на дійсній військовій службі 44 офіцерів у ранзі чотиризіркових генералів та адміралів. Зокрема, 14 осіб проходили службу в армії, 3 — у морській піхоті, 8 — у ВМС США, 13 — у ПС США, 3 — у Космічних силах, 2 — у Береговій охороні країни, 1 — в Офіцерському корпусі охорони здоров'я США.
Серед восьми державних воєнізованих структур, що відповідно до розділу 10 Кодексу США належать до військового відомства США (армія США, ВМС, повітряні сили, Космічні сили та морська піхота і міністерства національної безпеки (Берегова охорона, ще одне відомство Офіцерський корпус охорони здоров'я США (входить до федерального відомства Міністерство охорони здоров'я і соціальних служб) має військове звання повного генерала. Національний офіцерський корпус управління океанографічними та атмосферними проблемами США (входить до федерального відомства міністерства торгівлі США) є єдиним відомством, що не має у структурі звання чотиризіркового генерала.
Кодекс Сполучених Штатів обмежує загальну кількість генералітету, що перебуває на дійсній військовій службі одночасно. Так, законами США визначається, що загальна чисельність генералів та адміралів може становити: 231 особа в сухопутних військах, 162 — на флоті, 198 — у Повітряних силах, 61 — в Корпусі морської піхоти. З цього числа не більше ніж 21 % від усього генералітету одночасно може бути 2-, 3- та -зірковими генералами (адміралами).
Відповідно кількість чотиризіркових генералів (адміралів), або, так званих «повних генералів та адміралів», становить: 7 — на посадах в армії, 6 — у ВМС, 9 — у ПС та 2 — в Корпусі морської піхоти.
Одночасно, до цієї чисельності не входять посади, що закріплені положеннями, а саме, усі начальники кожного виду Збройних сил разом із заступниками (начальники штабів, керівник військово-морських операцій тощо) мають ранг повного генерала (адмірала). До цієї категорії також відносяться Комендант Берегової охорони, Начальник Бюро Національної гвардії й Заступник міністра охорони здоров'я і соціальних служб, який є головою Офіцерського корпусу охорони здоров'я

## Список чотиризіркових генералів за посадами

### Міністерство оборони США

#### Об'єднаний комітет начальників штабів США
| Прапор (емблема) | Посада                                                              | Фото | Прізвище                | Вид ЗС  |
|                  | Голова Об'єднаного комітету начальників штабів США (CJCS)           |      | Генерал Ден Кейн        | ПС США  |
|                  | Заступник голови Об'єднаного комітету начальників штабів США (VJCS) |      | адмірал Крістофер Греді | ВМС США |

#### Об'єднані Командування ЗС США
| Прапор (емблема) | Посада | Фото | Прізвище                         | Вид ЗС    |
|                  | Командувач Африканського Командування (USAFRICOM)                                                                                |      | генерал Дагвін Андерсон          | ПС США    |
|                  | Командувач Центрального Командування (USCENTCOM)                                                                                 |      | адмірал Чарльз Бредфорд Купер II | ВМС США   |
|                  | Командувач Європейського Командування (USEUCOM) та Верховний головнокомандувач ОЗС НАТО в Європі (SACEUR)                        |      | генерал Алексус Гринкевич        | ПС США    |
|                  | Командувач Північного Командування (USNORTHCOM) та Командувач Командування повітряно-космічної оборони Північної Америки (NORAD) |      | генерал Грегорі Гілот            | ПС США    |
|                  | Командувач Індо-Тихоокеанського Командування (USINDOPACOM)                                                                       |      | адмірал Самуель Папаро           | ВМС США   |
|                  | Командувач Південного Командування (USSOUTHCOM)                                                                                  |      | адмірал Елвін Голсі              | ВМС США   |
|                  | Командувач Командування спеціальних операцій (USSOCOM)                                                                           |      | генерал Браян Фентон             | Армія США |
|                  | Командувач Стратегічного Командування (USSTRATCOM)                                                                               |      | генерал Ентоні Коттон            | ПС США    |
|                  | Командувач Транспортного Командування (USTRANSCOM)                                                                               |      | генерал Рендалл Рід              | ПС США    |
|                  | Командувач Космічного Командування (USSPACECOM)                                                                                  |      | генерал Стівен Вайтінг           | КС США    |
|                  | Командувач Кібернетичного Командування (USCYBERCOM) Директор АНБ (NSA) Директор центральної служби безпеки (CSS)                 |      | генерал Тімоті Гау               | ПС США    |

#### Інші Об'єднані структури
| Прапор (емблема)                     | Посада | Фото | Прізвище                | Вид ЗС    |
| Резервні сили (Національної гвардії) | |      |                         |           |
|                                      | Начальник Бюро Національної гвардії США (CNGB)                                                                                        |      | генерал Стівен Нордхаус | Армія США |
| Оперативні сили                      | |      |                         |           |
|                                      | Корея Командувач Командування Об'єднаних націй (UNC), Командувач Об'єднаних сил США в Кореї (CFC) та Командувач ЗС США в Кореї (USFK) |      | генерал Ксав'єр Брансон | Армія США |

#### Міністерство армії США
| Прапор (емблема)                            | Посада | Фото | Прізвище                     | Вид ЗС    |
| Штабний персонал армії                      | |      |                              |           |
|                                             | Начальник штабу Армії США (CSA)                                                                             |      | генерал Ренді Джордж         | Армія США |
|                                             | Заступник начальника штабу Армії США (VCSA)                                                                 |      | генерал Джеймс Мінгус        | Армія США |
| Командування армії                          | |      |                              |           |
|                                             | Командувач Командування сил армії (FORSCOM)                                                                 |      | генерал Ендрю Поппас         | Армія США |
|                                             | Командувач Командування майбутнього армії (AFC)                                                             |      | генерал Джеймс Рейні         | Армія США |
|                                             | Командувач Командування матеріального забезпечення армії (AMC)                                              |      | генерал Чарльз Гамільтон     | Армія США |
|                                             | Командувач Командування з навчання та доктрин армії (TRADOC)                                                |      | генерал Гері Бріто           | Армія США |
| Командування географічних компонентів армії | |      |                              |           |
|                                             | Командувач армії США в Європі та Африці (USAREUR-AF) Командувач Об'єднаного командування ОСВ НАТО (LANDCOM) |      | генерал Крістофер Донах'ю    | Армія США |
|                                             | Командувач Тихоокеанської армії (USARPAC)                                                                   |      | генерал Рональд Патрік Кларк | Армія США |

#### Міністерство ВМС США

##### Корпус морської піхоти
| Прапор (емблема)             | Посада                                                 | Фото | Прізвище                 | Вид ЗС  |
| Штаб Корпусу морської піхоти |                                                        |      |                          |         |
|                              | Комендант Корпусу морської піхоти США (CMC)            |      | генерал Ерік Сміт        | КМП США |
|                              | Заступник коменданта Корпусу морської піхоти США (CMC) |      | генерал Крістофер Махоні | КМП США |

##### ВМС
| Прапор (емблема)                              | Посада | Фото | Прізвище                      | Вид ЗС  |
| Офіс керівника військово-морськими операціями | |      |                               |         |
|                                               | Керівник військово-морськими операціями (CNO)                                                                                            |      |                               | ВМС США |
|                                               | Заступник керівника військово-морськими операціями (VCNO)                                                                                |      | адмірал Джеймс Кілбі          | ВМС США |
|                                               | Директор Управління ядерних програм ВМС та заступник голови Національної адміністрації з ядерної безпеки (NNSA)                          |      | адмірал Вільям Г'юстон        | ВМС США |
| Оперативні сили флоту                         | |      |                               |         |
|                                               | Командувач Командування сил флоту (USFLTFORCOM)                                                                                          |      | адмірал Деріл Кодл            | ВМС США |
|                                               | Командувач Командування ВМС США у Європі та Африці (NAVEUR-NAVAF) та Командувач Об'єднаного командування ОЗС НАТО в Неаполі (JFC Naples) |      | адмірал Стюарт Бенджамін Мунш | ВМС США |
|                                               | Командувач Тихоокеанського флоту (USPACFLT)                                                                                              |      | адмірал Стівен Келер          | ВМС США |

#### Міністерство Повітряних сил США
| Прапор (емблема)                        | Посада | Фото | Прізвище                | Вид ЗС |
| Штаб Повітряних сил                     | |      |                         |        |
|                                         | Начальник штабу Повітряних сил США (CSAF) |      | генерал Девід Алвін     | ПС США |
|                                         | Заступник начальника штабу Повітряних сил США (VCSAF) |      | генерал Джеймс Слайф    | ПС США |
| Головні командування Повітряних сил США | |      |                         |        |
|                                         | Командувач Бойового командування ПС (ACC) |      | генерал Кеннет Вільсбах | ПС США |
|                                         | Командувач Командування глобальних ударів (AFGSC) |      | генерал Томас Бюсьє     | ПС США |
|                                         | Командувач Командування матеріального забезпечення ПС (AFMC) |      | генерал Дюк Річардсон   | ПС США |
|                                         | Командувач Транспортного командування ПС (AMC) |      | генерал Майк Мініган    | ПС США |
|                                         | Командувач Тихоокеанського командування ПС (PACAF), повітряного компоненту Індо-Тихоокеанського Командування ЗС (USPACOM) та виконавчий директор штабу бойових операцій ПС на Тихому океані (PACOPS)                                                        |      | генерал Кевін Шнайдер   | ПС США |
|                                         | Командувач Командування Повітряних сил США у Європі (USAFE) Командувач Командування ПС США в Африці (AFAFRICA) Командувач Об'єднаних ПС НАТО у Центральній Європі (AIR-COM Ramstein) та директор Об'єднаного кваліфікаційного центру Повітряних сил (JAPCC) |      | генерал Джеймс Гекер    | ПС США |

##### Космічні сили США
| Прапор (емблема)                       | Посада                                        | Фото | Прізвище                | Вид ЗС |
| Офіс командувача космічними операціями |                                               |      |                         |        |
|                                        | Керівник космічних операцій (CSO)             |      | генерал Бредлі Зальцман | КС США |
|                                        | Заступник керівника космічних операцій (VCSO) |      | генерал Майкл Гетлайн   | КС США |

### Міністерство національної безпеки США

#### Берегова охорона США
| Посада                                     | Фото | Прізвище            |
| Комендант Берегової охорони США            |      | адмірал             |
| Заступник коменданта Берегової охорони США |      | адмірал Кевін Ланді |